# XXXI edició dels Premis Ariel
La XXX edició dels Premis Ariel, organitzada per l'Acadèmia Mexicana d'Arts i Ciències Cinematogràfiques (AMACC), es va celebrar el 1989 a Ciutat de Mèxic per celebrar el millor del cinema durant l'any anterior. Durant la cerimònia, l’AMACC va lliurar el premi Ariel a 22 categories en honor de les pel·lícules estrenades el 1988.

## Premis i nominacions
Nota: Els guanyadors estan llistats primer i destacats en negreta. ⭐
| Millor pel·lícula - Esperanza ⭐ - Intriga contra México (¿Nos traicionará el presidente?) - El secreto de Romelia                                                                      | Millor direcció - Sergio Olhovich – Esperanza ⭐ - Sergio Véjar – La jaula de oro - Juan Fernando Pérez Gavilán – Intriga contra México (¿Nos traicionará el presidente?)                                                                     |
| Millor actor - Alonso Echánove – Mentiras piadosas ⭐ - Bruno Rey – El jinete de la divina providencia - Alberto Pedret – Intriga contra México (¿Nos traicionará el presidente?)       | Millor actriu - Delia Casanova – Mentiras piadosas ⭐ - Alma Delfina – El costo de la vida - Elisabeth Aguilar – El jinete de la divina providencia                                                                                           |
| Millor coactuació masculina - Jorge Russek – Los camaroneros ⭐ - Alejandro Parodi – El secreto de Romelia - José Carlos Ruiz – Intriga contra México (¿Nos traicionará el presidente?) | Millor coactuació femenina - Dolores Beristáin – El secreto de Romelia ⭐ - Patricia Pereyra – Camino largo a Tijuana - Claudia Guzmán – Violación                                                                                            |
| Millor actor de repartiment - Claudio Brook – Esperanza ⭐ - Valentín Trujillo – El ansia de matar - Héctor ortega – El costo de la vida                                                | Millor actriu de repartiment - Luisa Huertas – Mentiras piadosas ⭐ - Cecilia Camacho – La jaula de oro - Evangelina Elizondo – Intriga contra México (¿Nos traicionará el presidente?)                                                       |
| Millor argument original - Sergio Olhovich, – Esperanza ⭐ - Guadalupe Ortega, Xavier Robles – La jaula de oro - Jorge Manrique, Valentín Trujillo – Violación                          | Millor guió adaptat - Sergio Olhovich, Valentín Eshov – Esperanza ⭐ - Jorge Manrique, Valentín Trujillo, Gilberto de Anda – Violación - Juan Fernando Pérez Gavilán, Víctor Ugalde – Intriga contra México (¿Nos traicionará el presidente?) |
| Millor fotografia - Ángel Goded – Mentiras piadosas ⭐ - Alberto Arellanos – Los camaroneros - Fernando Colín Álvarez – Intriga contra México (¿Nos traicionará el presidente?)         | Millor edició - Carlos Savage – Esperanza ⭐ - Manuel Rodríguez – El costo de la vida - Rogelio Zúñiga – Intriga contra México (¿Nos traicionará el presidente?)                                                                              |
| Millor escenografia - Boris Burnistrov – Esperanza ⭐ | Millor banda sonora - José Amozurrutia – El secreto de Romelia ⭐ - Alfonso Muñoz Güemes – El costo de la vida - Diego Herrera, Santiago Ojeda – Camino largo a Tijuana'                                                                      |
| Millor ambientació - Boris Burnistrov, Gabriela Robles – Esperanza ⭐ - Leticia Venzor– El secreto de Romelia - Juan José Urbini – Mentiras piadosas                                    | Millor opera prima - Busi Cortés – El secreto de Romelia ⭐ - Luis Estrada – Camino largo a Tijuana - Juan Fernando Pérez Gavilán – Intriga contra México (¿Nos traicionará el presidente?)                                                   |
| Millor documental - No concedit | Millor Cançó - No atorgat |
| Millor curtmetratge de ficció - Juan Pablo Villaseñor – Y yo que la quiero tanto ⭐ - Edgar Díaz Guerrero – Muerte súbita' - Romelia Álvarez – Tenpahua                                 | Millor curtmetratge documental - Andrea Gentile – La neta, no hay futuro ⭐ - Ciro Cabello – Dos estrellas - Serbio Muñoz Güemes – Tatay |
| Millor migmetratge de ficció - Orlando Merino – Vieja moralidad ⭐ - Manuel López Monroy – El centro del laberinto - Juan Carlos de Llaca – Padre nuestro                               | Millor migmetratge documental - Rafael Montero – Casas Grandes: Una aproximación a la Gran Chichimeca ⭐ - Ramón Aupart – Héroes anónimos I: El Plan de San Luis - Ramón Aupart – Héroes anónimos II                                          |
| Premis especials - Genaro Hurtado – Arxiu etnogràfic i audiovisual de l'Instituto Nacional Indigenista (INI). ⭐                                                                        | Medalla Salvador Toscano - Juan José Ortega ⭐ |